# 10. Sinfonie (Mjaskowski)
Die Sinfonie in f-Moll op. 30 ist die zehnte Sinfonie des Komponisten Nikolai Jakowlewitsch Mjaskowski.

## Entstehungsgeschichte
Die zehnte Sinfonie komponierte Mjaskowski zeitgleich mit der neunten. Die ersten Skizzen stammen aus dem Winter 1926, als er gerade von seiner einzigen Auslandsreise zurückgekehrt war und die Entwürfe der neunten Sinfonie abgeschlossen hatte. Die Instrumentation nahm er im Sommer 1927 vor. In dieser Zeit herrschte in Russland ein starker Kollektiv-Gedanke, und so hatte sich 1922 das Persimfans-Orchester gegründet, das ohne Dirigent auskam. Dieses Orchester übernahm die Uraufführung der Sinfonie.

## Analyse

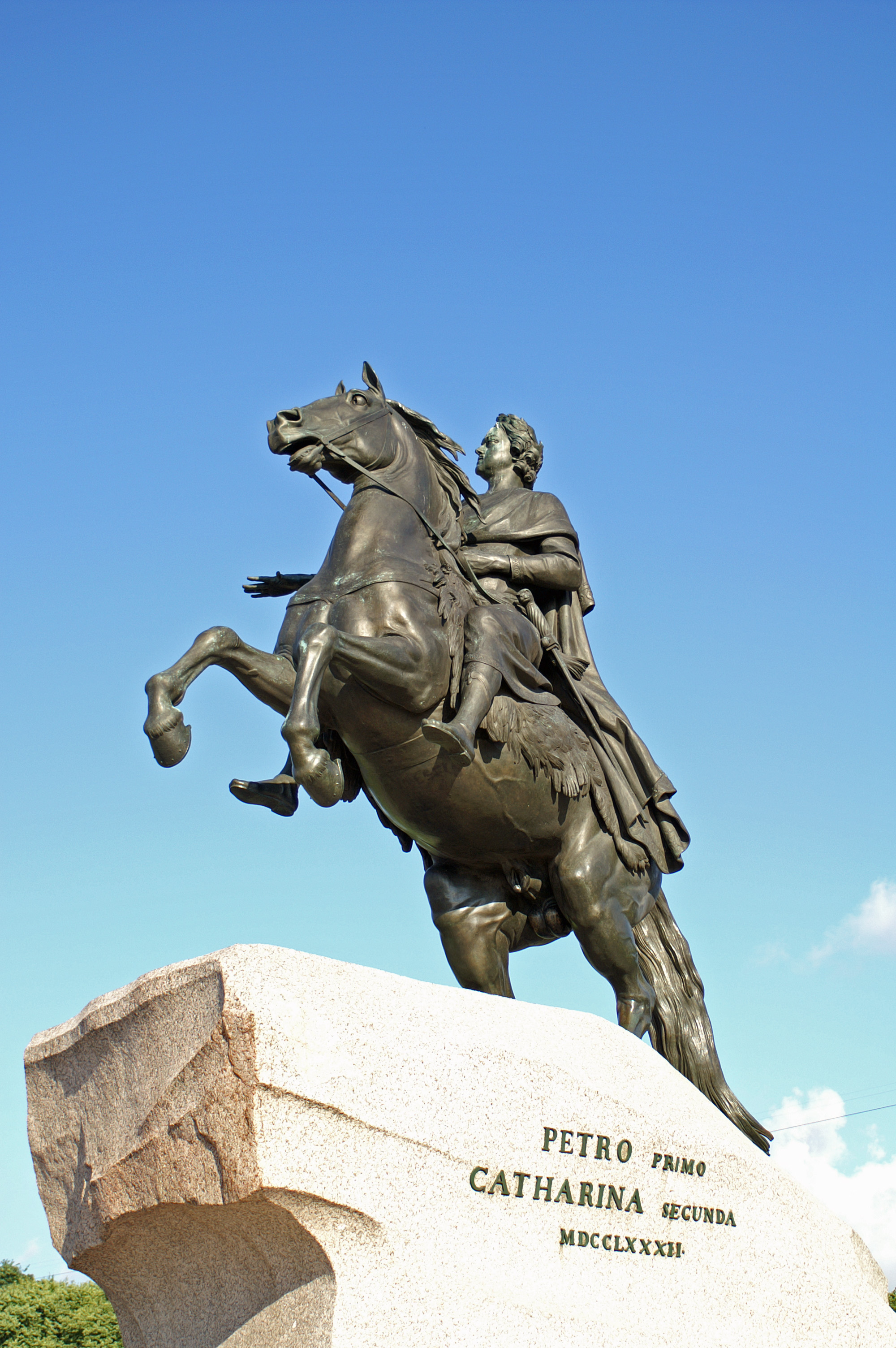
Reiterstandbild in Sankt Petersburg

In dem Gedicht Der eherne Reiter von Alexander Puschkin geht es um einen armen Sankt Petersburger Beamten, der bei einer Überschwemmung der Stadt seine Frau verliert. Daraufhin verflucht er das Standbild des Zaren, der die Stadt an der falschen Stelle bauen ließ. Das Standbild erwacht zum Leben und verfolgt den Mann, bis er dem Wahnsinn verfällt.
Mjaskowski benutzte dieses Gedicht und vor allem die Illustrationen des russischen Malers Alexander Nikolajewitsch Benua als Vorlage für die Sinfonie. Man könnte sie wegen dieses Programms auch als sinfonische Dichtung bezeichnen. Das einsätzige Werk erinnert in vieler Hinsicht an seine sinfonischen Dichtungen Alastor und Das Schweigen, die einen vergleichbaren Charakter und eine ähnliche Länge aufweisen. Wie schon dort verwendet Mjaskowski ein sehr großes Sinfonieorchester, hier mit einer erweiterten Bläsergruppe, großer Schlagzeugbesetzung und fünfsaitigen Kontrabässen, die damals noch nicht üblich waren. Mjaskowski beschrieb die Musik als „erfüllt von dem ohrenbetäubenden Getöse von vier Trompeten, acht Hörnern u. ä. m.“ und sagte, sie habe einen „so massiven, monolithischen Charakter, als sei sie aus Eisen“.
Die Form der Sinfonie ist die Sonatensatzform, doch schafft es Mjaskowski mit verschiedenen Mitteln, so viel thematisches Material zu verarbeiten, dass das relativ kurze Werk zyklische Ausmaße annimmt. Er benutzt eine doppelte Introduktion, erweitert die Exposition um zusätzliches Material und die Durchführung um eine Doppelfuge. Die Sinfonie ist außerdem ein Beispiel für Mjaskowskis gekonntem Umgang mit Kontrapunkt und Polyphonie, da er die Themen nicht nacheinander, sondern parallel entwickelt. Das führt auch zu neuen Klangbildungen, die die frühere Tonsprache des Komponisten erheblich erweitern. Insgesamt legte Mjaskowski den Schwerpunkt nicht auf die literarische Vorlage, sondern auf die Darstellung der „seelische Unruhe“. Die Sinfonie ist stark an Russland und Sankt Petersburg gebunden, auch wenn Mjaskowski sie als „aller Mode fern“ bezeichnete.

## Rezeption und Kritik
Sowohl bei der Uraufführung am 2. April 1928 und deren Wiederholung am 7. April, als auch in der 1930 vom Sowjetischen Staatsverlag und dem Universal-Verlag gemeinsam herausgegebenen Partitur fehlte der Hinweis auf die literarische Vorlage. Mjaskowski schrieb dazu 1930 in einem Brief an Prokofjew: „Beim Musiksektor des Staatsverlags sind vor kurzem die Programmhefte der Stokowski-Konzerte eingegangen, die Kritiken stehen allerdings noch aus. Recht erheiternd in diesen Programmheften ist die Suche nach einem ‹Sujet› für meine ‹Zehnte›, wofür fast alle ‹Ichthyosaurier› der russischen Literatur bis hin zu Cheraskow und Bogdanowitsch bemüht wurden, während Puschkin, der eigentliche ‹Auslöser› des Ganzen, nur sehr bescheiden am Schluß erwähnt ist. Allerdings habe ich den ‹Ehernen Reiter› ganz absichtlich verschwiegen, um unsere klugen Kritiker nicht etwa auf den Gedanken zu bringen, anstelle der ‹seelischen Kollisionen› lediglich ‹Hochwasser› zu registrieren und sich hierbei womöglich noch auf die Überfülle an Noten in dieser Sinfonie zu berufen. Ich selbst hatte beim Komponieren hauptsächlich die Zeichnung von A. Benois (vielleicht erinnern Sie sich: der vor dem Reiter fliehende und von ihm verfolgte Jewgeni) sowie alle möglichen Lyriker und verwirrtes Gestöhne vor meinem geistigen Auge...“
Mit der Interpretation des Orchesters Persimfans war Mjaskowski unzufrieden, was auch daran lag, dass ein so komplexes Werk wohl kaum ohne Dirigent aufgeführt werden kann. Bei der ersten Aufführung misslang die Fuge, bei der zweiten die Coda. Schon bei den Proben hatte Mjaskowski genug Eindrücke erlangt, auf Grund deren er geringfügige Korrekturen an der Partitur vornahm. Die Reaktionen auf die Sinfonie waren gemischt: Auf der einen Seite war Mjaskowski allgemein populär, und er hatte genug Anhänger im Publikum, sodass die Aufführungen erfolgreich wurden, auf der anderen Seite war die Sinfonie Gegenstand vieler negativer Kritiken.
1930 führte Leopold Stokowski die Sinfonie in Philadelphia und New York auf. Prokofjew berichtete Mjaskowski, dass das Werk beim Publikum eine „sowohl gute als auch schlechte“ Aufnahme gefunden hatte, was Mjaskowski darauf zurückführte, dass „Amerikaner wohl kaum imstande sind, dieses Werk zu verstehen“.
Mjaskowski kostete die zehnte Sinfonie große Anstrengungen, hinterher fühlte er sich wie befreit und widmete sich drei kleineren Orchesterstücken, die er zunächst „ländliche Konzerte“ nannte.